# William Wright (Orientalist)

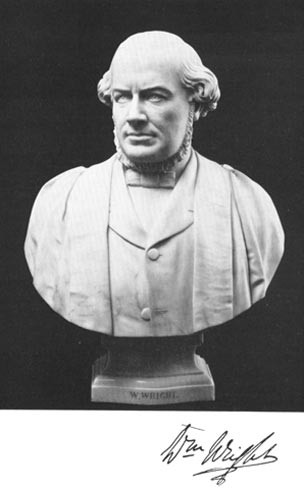
Büste des William Wright

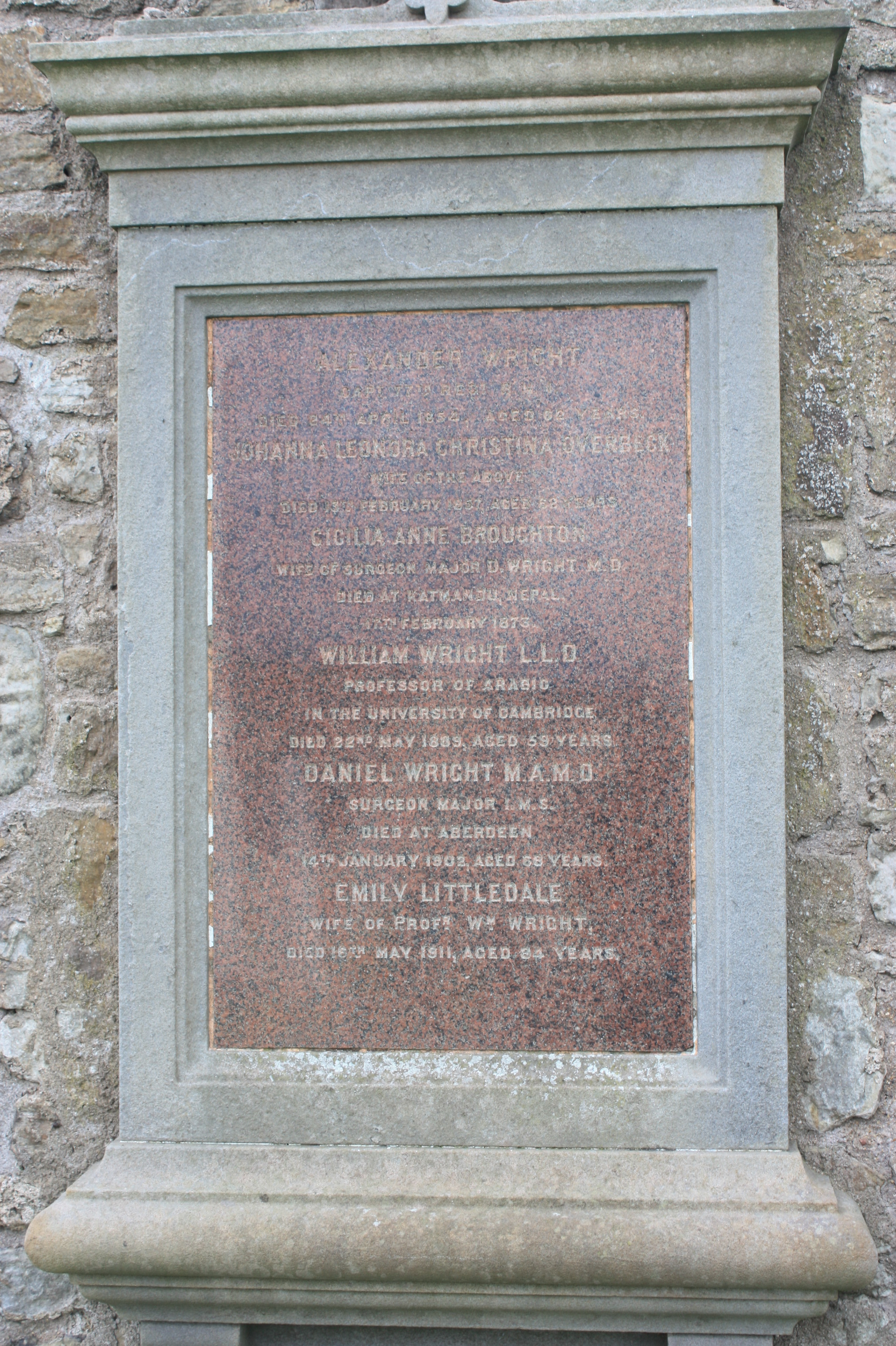
Das Grab William Wrights auf dem Friedhof der St. Andrews Cathedral

William Wright (* 17. Januar 1830 in Mullye/Mallai, Britisch-Indien; † 22. Mai 1889 in Cambridge) war ein englischer Orientalist.

## Leben
Wright wurde im Grenzgebiet zu Nepal geboren. Sein Vater Captain Alexander Wright war dort im Dienst der britischen East India Company tätig. Seine Mutter, die Witwe von Captain John Gordon, hieß Johanna Leonora Christina und war eine Tochter Daniel Anthony Overbeeks, des letzten niederländischen Gouverneurs von Chinsura. Zum Studium wurde Wright zurück in die britische Heimat geschickt, wo er an der Universität St Andrews in Schottland, später auch an der Universität Halle und an der Universität Leiden semitische Sprachen, Persisch und Türkisch studierte.
Schon im Alter von 25 Jahren wurde Wright Professor für die Arabische Sprache am University College London. Bereits nach einem Jahr wechselte er nach Dublin zum Trinity College. Nach England zurückgekehrt, war er von 1861 bis 1870 am Department of Manuscripts der Bibliothek des British Museum mit der Betreuung der syrischen und äthiopischen Handschriften beschäftigt, wo er insbesondere einen noch heute unentbehrlichen Katalog syrischer Manuskripte bearbeitete.
Von 1870 bis zu seinem Tod 1889 war er Professor für die Arabische Sprache an der University of Cambridge. Hier galten seine wissenschaftlichen Arbeiten vor allem der arabischen Grammatik und der arabischen Poesie. Aufbauend auf der arabischen Grammatik von P. Caspari, die er ins Englische übersetzte und zu einem selbständischen Werk ergänzte, erforschte er die arabische Sprache und Literatur. So gab er z. B. Al-Mubarrids ,Kamil‘ heraus.
Im Jahre 1887 wurde er in den Orden pour le merite für Wissenschaft und Künste als ausländisches Mitglied aufgenommen. Ab 1868 war er korrespondierendes Mitglied der Preußischen Akademie der Wissenschaften und der Göttinger Akademie der Wissenschaften, ab 1876 der Russischen Akademie der Wissenschaften in Sankt Petersburg und ab 1887 auswärtiges Mitglied der Königlich Niederländischen Akademie der Wissenschaften. 1878 wurde er Mitglied des Deutschen Vereins zur Erforschung Palästinas.
1889 ist er in Cambridge gestorben.

## Schriften
Eine Bibliografie seiner Werke, zusammengestellt von R. L. Benaly, findet sich in: Journal of the Royal Asiatic Society 1889, S. 708–709.
- The book of Jonah in four semitic versions : Chaldee, Syriac, Aethiopic and Arabic. London 1857.
- Bemerkungen zu Enger's Ausgabe von Al-Mawardî's "Constitutiones politicae". In: Zeitschrift der Deutschen Morgenländischen Gesellschaft, Band 11. 1857. S. 316–317 (Digitalisat) und Erwiderung S. 563–568 (Digitalisat).
- Kamil (Al Mubarrid)- 11 Bände, 1864–82.
- Contributions to the apocryphal literature of the New Testament. Collected and edited from Syriac manuscripts in the British Museum, with an English translation and notes. 1865.
- The departure of my Lady Mary from this world. Edited from two Syriac MSS. in the British Museum, and translated by W. Wright. (1865) (Journal of sacred literature and Biblical record for January and April, 1865)
- The homilies of Aphraates, the Persian sage. [by] Aphraates, the Persian sage. (1869) Text in Syrisch.
- A Grammar of The Arabic Language. 2 Bände. 3. Auflage, bearbeitet von William Robertson Smith und Michael Jan de Goeje. Cambridge 1896–1898; verschiedene Nachdrucke, so London 1967. Neubearbeitung: Simon Wallenberg Press, 2007, ISBN 1-84356-028-3.
  - Arabische Grammatik, 2 Bände, Neudruck 1970.
- Catalogue of Syriac Manuscripts in The British Museum acquired since the year 1838. 1870, (Band 1 archive.org, Band 2 archive.org, Band 3 archive.org).
- Apocryphal Acts of the Apostles. Edited from Syriac manuscripts in the British Museum and other libraries by William Wright (1871). In 2 Bd., Syrisch und Englisch.
- Fragments of the Turras mamlla nahraya or Syriac grammar of Jacob of Edessa. Edited from mss. in the British Museum and the Bodleian Library by W. Wright. (1871)
- Fragments of the Curetonian Gospels. Ed. by W. Wright. (1872). Text Syrisch.
- Fragments of the Homilies of Cyril of Alexandria on the Gospel of S. Luke. (1874)
- The chronicle of Joshua the stylite : composed in Syriac A.D. 507. With a translation into English and notes by W. Wright. (1882)
- S. Ignatius. Revised texts with introductions, notes, dissertations, and translations. Gr., Lat., Eng.-Syriac remains of S. Ignatius. (1885)
- Some apocryphal Psalms in Syriac. Proceedings of the Society of Biblical Archaeology, June 1887
- The book of Kalilah and Dimnah. Translated from Arabic into Syriac (1884). Text Syrisch.
- Lectures on the Comparative Grammar of the Semitic Languages. (Cambridge, 1890)
- A short history of Syriac literature. (1894)
- Epistolae Pilati et Herodis graece. (W. Wright’s translation of the Syriac version.) Gr. & Eng. (1897)
- Ecclesiastical history of Eusebius in Syriac. Edited from the manuscripts by William Wright and Norman McLean, with a collation of the ancient Armenian version by Adalbert Merx ; translated from the Greek by C. F. Crusé. (1898) Text Syrisch (archive.org).
- A Catalogue of the Syriac manuscripts preserved in the library of the University of Cambridge. By William Wright & Stanley Arthur Cook. (1901)